# Maria Marta Kazimiera Wołowska
Maria Marta od Jezusa, Kazimiera Wołowska CSICBVM (ur. 12 października 1879 w Lublinie, zm. 19 grudnia 1942 na Górze Pietralewickiej k. Słonima) – polska siostra zakonna ze Zgromadzenia Sióstr Niepokalanego Poczęcia Najświętszej Marii Panny, błogosławiona Kościoła katolickiego.

## Życiorys
Urodziła się jako Kazimiera Wołowska, w rodzinie Józefa (1832–1899), prawnika i działacza społecznego, i Marii Julii Kamili z Buszczyńskich h. Strzemię (1849–1893). Była siostrą Marii (1870–1939) i Anny (1876–1935). Miała też czworo rodzeństwa przyrodniego (z pierwszego małżeństwa ojca). Kształciła się prywatnie w domu. Wychowywana w atmosferze zaangażowania religijnego, społecznego i patriotycznego wstąpiła do klasztoru w Jazłowcu wieku 21 lat, a śluby wieczyste złożyła 3 lipca 1909. Swoją działalność ekumeniczną, charytatywną i społeczną prowadziła w Maciejowie na Wołyniu, Jarosławiu, Nowym Sączu, Wirowie nad Bugiem i od sierpnia 1939 jako przełożona domu zakonnego w Słonimiu, organizując sierociniec, seminarium nauczycielskie i szkoły. 

Po wybuchu II wojny światowej pomagała wszystkim potrzebującym, głodującym, rodzinom więźniów i zamordowanych, a na terenie klasztoru ukrywała Żydów i zorganizowała tajne nauczanie. Została aresztowana 18 grudnia 1942 przez gestapo i następnego dnia rozstrzelana na Górze Pietralewickiej k. Słonima razem z ks. Adamem Sztarkiem i s. Marią Ewą od Opatrzności Bogumiłą Noiszewską. Według relacji świadków jej ostatnie słowa brzmiały:
„Ojcze, przebacz im, bo nie wiedzą, co czynią!”
(Łk 23, 34)
Beatyfikowana przez papieża Jana Pawła II w Warszawie 13 czerwca 1999 w grupie 108 polskich męczenników.

## Ordery i odznaczenia
- Srebrny Krzyż Zasługi (21 stycznia 1926)[3]